# 焦丹腔吻鳕
焦丹腔吻鳕（学名：Coelorhynchus jordani）为长尾鳕科腔吻鳕属的一种鱼类。分布于日本南部骏河湾、高知及鹿儿岛湾等外海以及东中国海东琉球海沟西北部水深213-410米的海区底层等，属于西北太平洋水深207-410米海区小型鱼类。该物种的模式产地在Kagoshima湾和东海。體長可達26公分，棲息在底中層水域，生活習性不明。